# Голицын, Владимир Михайлович (художник)
Князь Владимир Михайлович Голицын (30 декабря 1901 (12 января 1902), с. Бучалки, Епифанский уезд, Тульская губерния — 6 (по др. данным — 9) февраля 1943, о. Свияжск) — российский и советский художник-иллюстратор, ученик П. П. Кончаловского; автор настольных игр и полярник.

## Биография
Родом из княжеского рода Голицыных. Сын князя Михаила Владимировича Голицына и Анны Сергеевны, урождённой Лопухиной. Внук московского городского главы князя Владимира Голицына и старший брат писателя Сергея Голицына.
В 1917 году окончил 5-ю Московскую гимназию, после чего семья переехала в городок Богородицк в имение родственников графов Бобринских. Владимир устроился работать иллюстратором в местное отделение РОСТА. Чтобы избежать мобилизации в Красную армию, по фальшивой справке о том, что является бывшим матросом крейсера «Аскольд», отправился в полярную экспедицию Льва Зенкевича на Кольский полуостров, где создал серию зарисовок. В 1922 году отправился в экспедицию на Новую Землю. После этого участвовал в экспедициях на южные моря (Азовское и Чёрное).
Одновременно учился у ряда московских художников. В 1925 году за свои расписные шкатулки получил премию на Международной выставке декоративных искусств в Париже.
С 1925 года постоянно создавал иллюстрации для ряда известных журналов того времени: «Пионер», «Всемирный следопыт», «Кругосвет», «Знание — сила» и др.). Разрабатывал также настольные игры («Пираты», «Захват колоний», «Спасение челюскинцев», «Беглые» и др.). 
Иллюстратор книг Новикова-Прибоя, Житкова, В. Трубецкого (Ветова). Сотрудничал и дружил с художником П. Кориным.
В связи с дворянским происхождением неоднократно арестовывался как «классовый враг» (1925, 1926, 1933). 22 октября 1941 году арестован в последний раз и отправлен в ссылку на остров Свияжск, где был приговорён к пяти годам исправительно-трудовых лагерей по ст. 58-10, ч. II. Владимир Голицын писал 12 августа 1942 года: «Живу в исправительно-трудовой колонии. В бывшем Свияжском монастыре …Я очень, по-видимому, переменился, меня здесь все зовут дедушкой. Приговора пока у нас, арестованных в Москве в октябре, нет, но вероятно, скоро будет…» Скончался в лагере от пеллагры, развившейся вследствие авитаминоза.
Постановлением Президиума Московского областного суда дело В. М. Голицына 28 февраля 1953 года было прекращено за недоказанностью обвинения.

## Семья
Был женат с 1923 года на Елене Петровне Шереметевой (1904—1992), внучке графа Сергея Шереметева и Феофила Мейендорфа. Супруги имели троих детей:
- старший сын Михаил (также превосходно рисовавший) и внук Андрей стали известными геологами-угольщиками
- младший сын Илларион, внуки Сергей, Иван и Екатерина — профессиональные художники
- дочь Елена (супруга Андрея Владимировича Трубецкого) стала архитектором-реставратором